# Bahnhof Alexisbad

Der Bahnhof Alexisbad ist eine Betriebsstelle der Harzer Schmalspurbahnen im Harzgeroder Ortsteil Alexisbad. Der Bahnhof liegt an der Selketalbahn, die sich hier in Streckenäste nach Harzgerode und nach Hasselfelde verzweigt.

## Lage
Der Bahnhof liegt etwa in der Mitte des Ortes, parallel zur Bundesstraße 185. Auf der anderen Seite begrenzt die Selke das Bahnhofsgelände.

## Geschichte

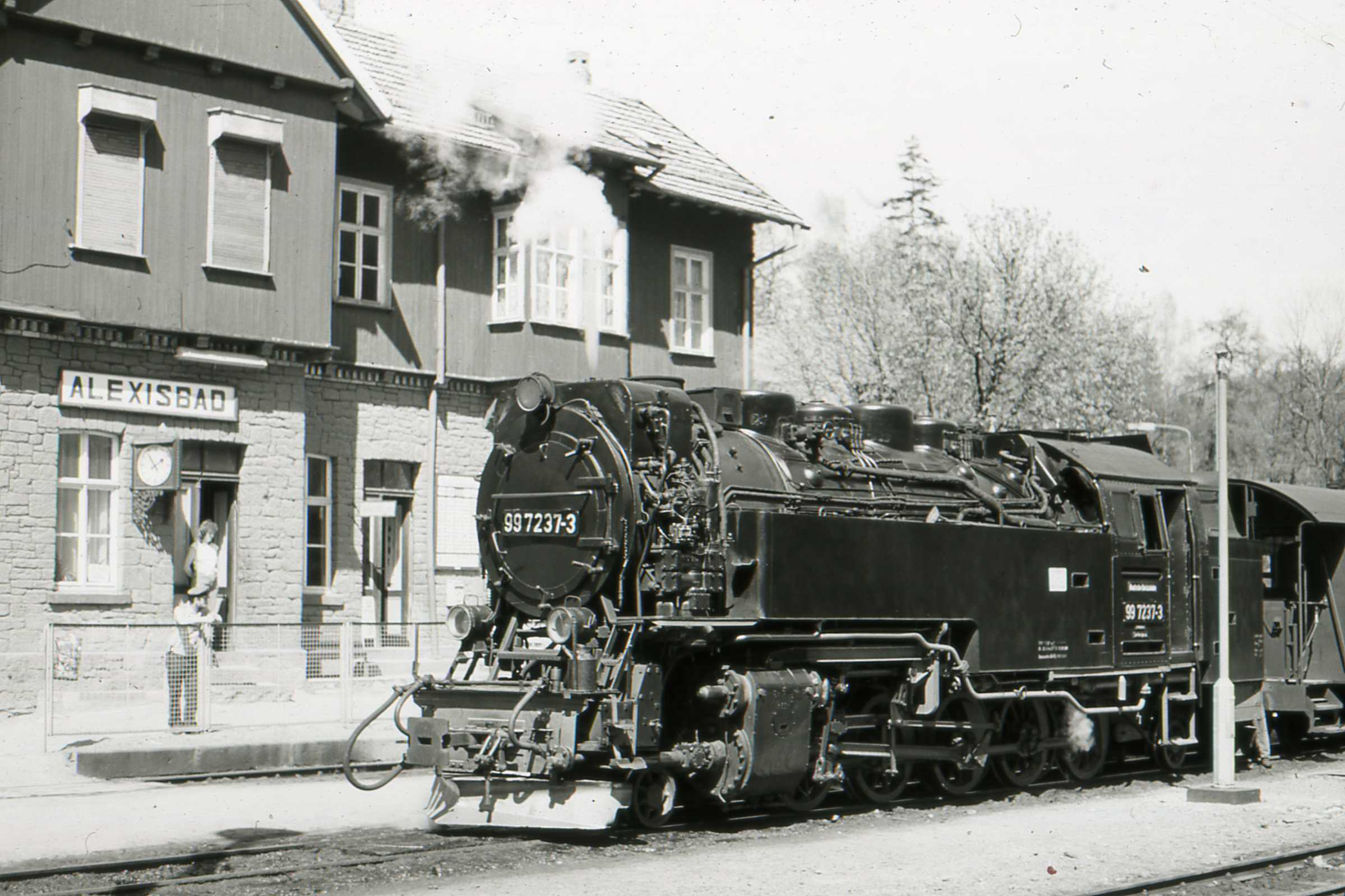
99 7237-3 im Mai 1990 im Bahnhof Alexisbad

Im Jahr 1888 erreichte die meterspurige Gernrode-Harzgeroder Eisenbahn Alexisbad. Ursprünglich gab es nur ein kleines Dienstgebäude mit Wartehalle. 1889 wurde Alexisbad zum Trennungsbahnhof, als die – später bis Hasselfelde verlängerte – Strecke Richtung Silberhütte errichtet wurde. Durch den Anschluss an die Eisenbahn erlebte der Fremdenverkehr in Alexisbad, der wegen der schlechten Verkehrsverhältnisse zuvor zurückgegangen war, eine neue Blüte.
Nach dem Zweiten Weltkrieg wurde die Selketalbahn 1946 als Reparationsleistung vollständig demontiert. Mit dem teilweisen Wiederaufbau begann die Deutsche Reichsbahn 1947, am 8. Mai 1949 wurde der Güterverkehr auf dem Abschnitt Gernrode–Straßberg wieder aufgenommen; der Personenverkehr folgte am 16. Mai 1949. Im Jahr darauf wurde auch die Strecke nach Harzgerode wieder bedient. Der Bäderbetrieb endete in Alexisbad 1950, danach übernahmen der Freie Deutsche Gewerkschaftsbund und Betriebe einige Unterkünfte. Die Deutsche Reichsbahn unterhielt in Alexisbad die Ferienheime Selketal und Klostermühle.
Zur Rationalisierung des Betriebs und zur Personaleinsparung führte die Deutsche Reichsbahn 1959 auf der Selketalbahn den vereinfachten Nebenbahndienst ein. Der Zugleiter wurde im Bahnhof Alexisbad stationiert. Ein Selkehochwasser zerstörte am 13. April 1994 die Gleisanlagen des Bahnhofs. Bereits am 11. Mai des gleichen Jahres konnte der aus Landes- und Bundesmitteln finanzierte Wiederaufbau abgeschlossen und der durchgehende Verkehr auf der Selketalbahn wieder aufgenommen werden.
Im Jahr 2004 wurde die Selketalbahn dem Zugleitbereich Nordhausen Nord zugeordnet und der Zugleiterposten in Alexisbad aufgehoben. Die Fahrkartenausgabe wurde 2014 geschlossen, Fahrkarten sind seither in einem Hotel nahe dem Bahnhof erhältlich.

## Anlagen
Der Bahnhof verfügt heute über drei Bahnsteiggleise sowie ein zur Ladestraße und zum Güterschuppen führendes Nebengleis. Allerdings wird auf dem Nordteil der Selketalbahn seit 1990 (Gernrode–Harzgerode) bzw. 1991 (Silberhütte–Harzgerode) kein Güterverkehr mehr betrieben. Ein um 1890 errichteter Lokschuppen wurde bereits Anfang des 20. Jahrhunderts abgerissen. Zwei Wasserkräne erlauben den Dampflokomotiven das Wassernehmen.
Das Empfangsgebäude des Bahnhofs ist im Harzer Heimatstil errichtet und ähnelt den Bauten in Mägdesprung und Harzgerode. Nach Abzug des Zugleiters im Jahr 2004 ist dort nurmehr eine Fahrkartenausgabe untergebracht. Die Bahnhofsgaststätte ist bereits seit Mitte der 1990er Jahre geschlossen. Die Harzer Schmalspurbahnen GmbH haben das sanierungsbedürftige Empfangsgebäude an einen ortsansässigen Hotelier verpachtet; eine vollständige Sanierung ist allerdings bisher nicht erfolgt, jedoch wurde mittlerweile das Dach erneuert. Insgesamt macht das Gebäude einen verwahrlosten Eindruck.
Mit dem Abzug des Zugleiters, der auch für das Stellen der Weichen im Bahnhof Alexisbad verantwortlich war, mussten die Gleisanlagen des Bahnhofs umgestaltet und insbesondere vier Rückfallweichen installiert werden.

## Verkehr
Der Bahnhof wird von Dampf- und Triebwagenzügen der Harzer Schmalspurbahnen bedient. Der Bahnhof ist für die parallele Ausfahrt von Zügen in Richtung Stiege und Harzgerode bekannt.

## Galerie

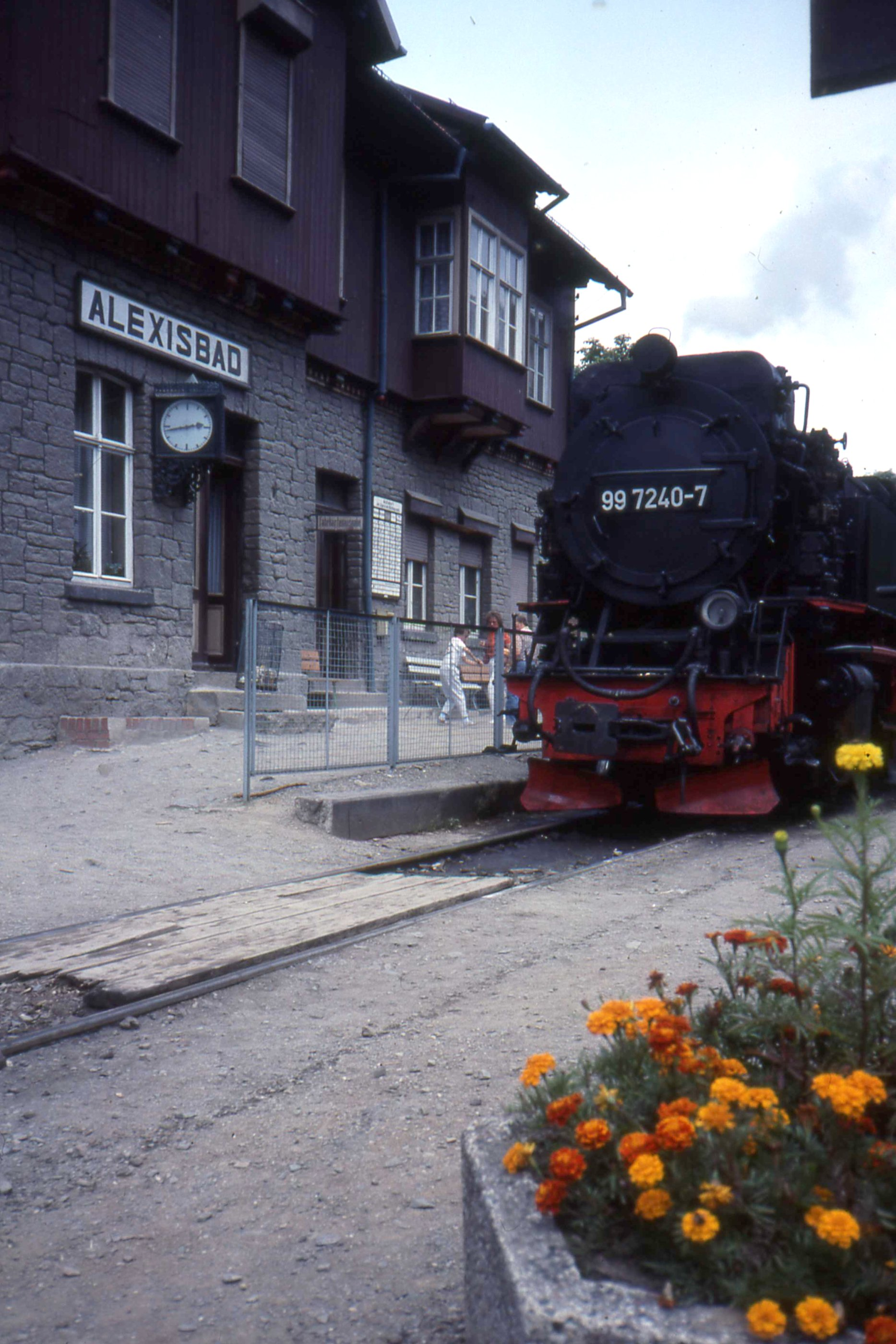
Lokomotive 99 7240-7 in Alexisbad (August 1989)
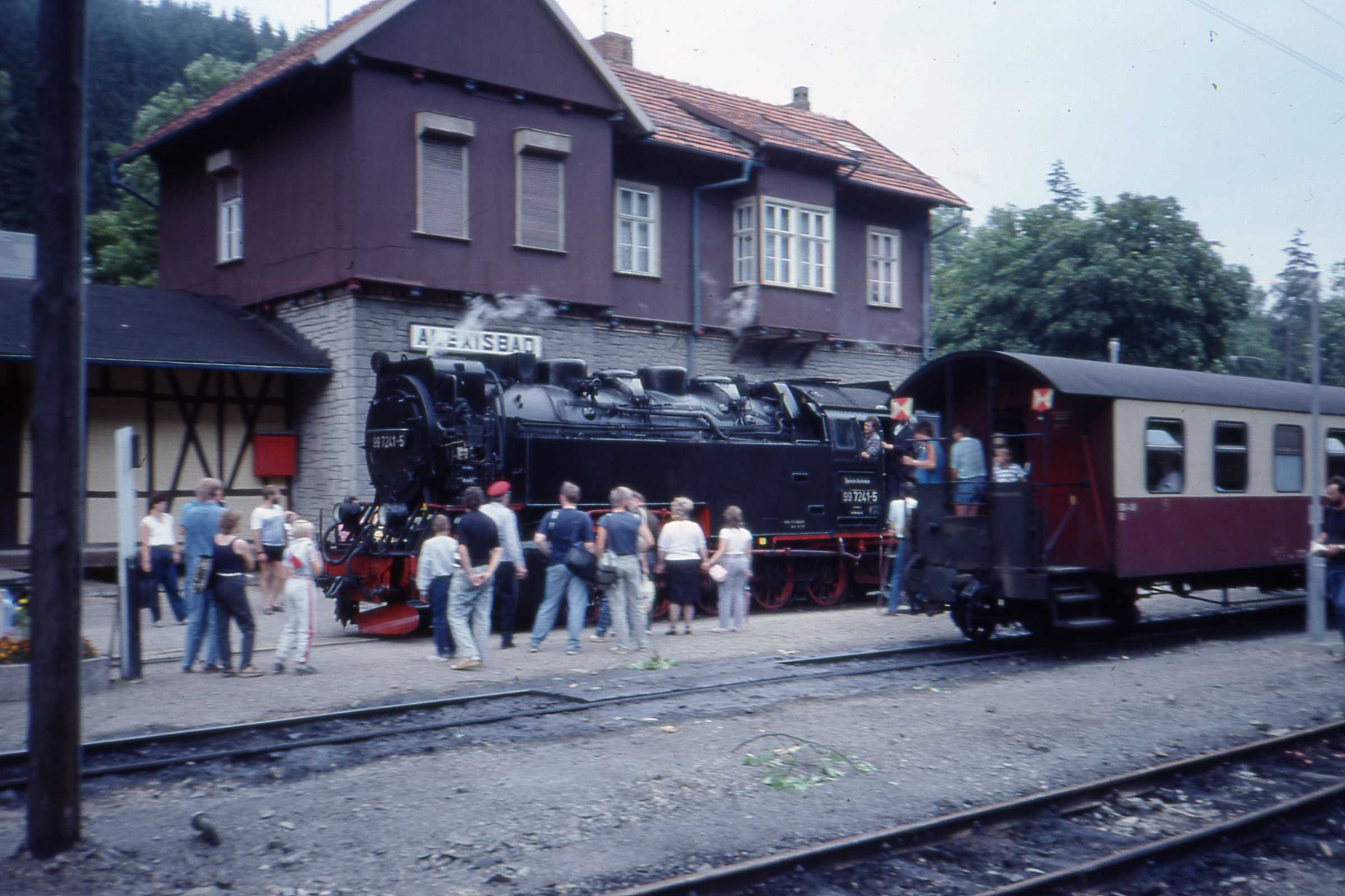
Zwei Züge halten im Bahnhof Alexisbad (August 1989)
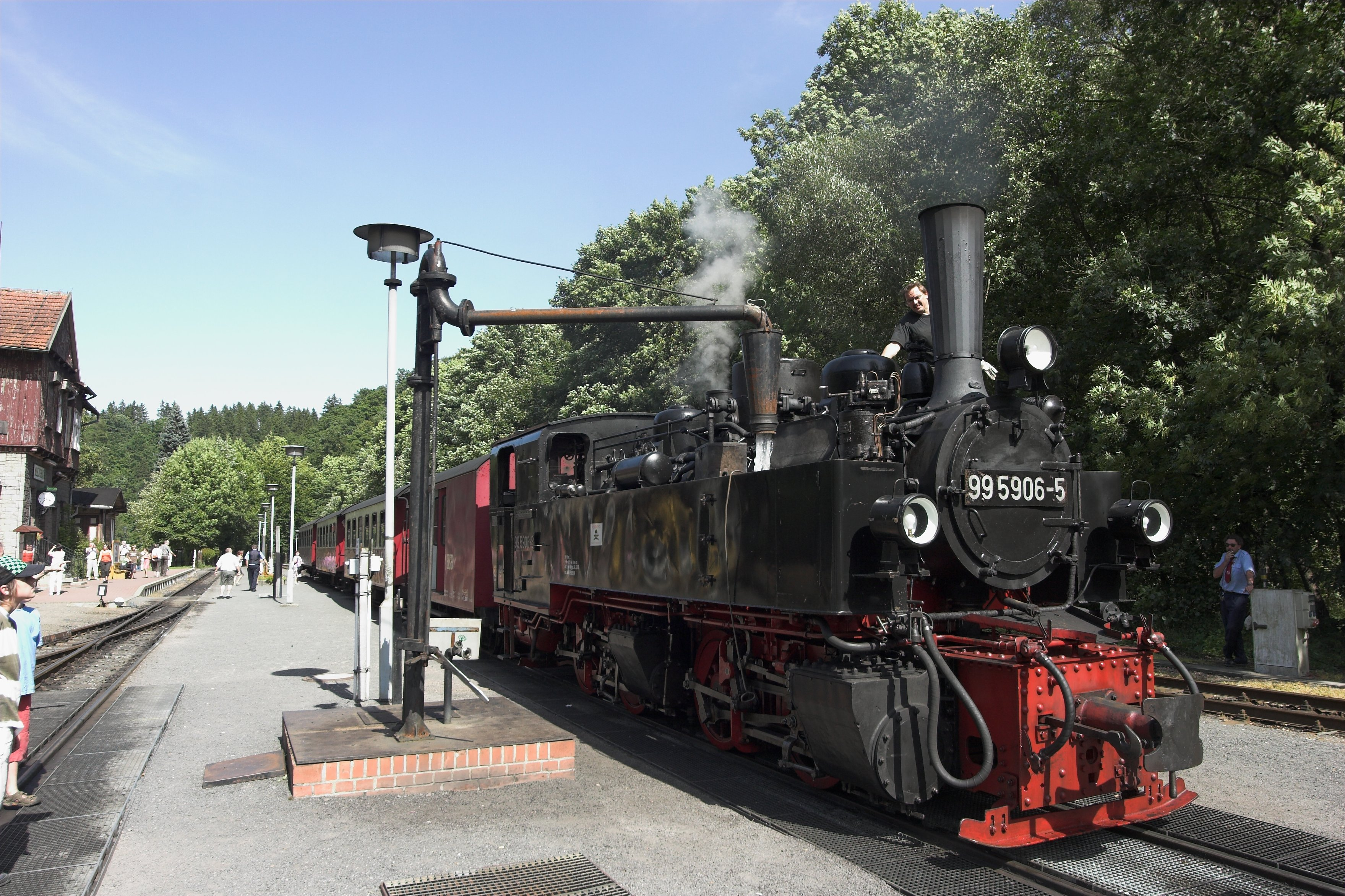
Dampflokomotive beim Wassernehmen